# Amphiesma andreae
Amphiesma andreae là một loài rắn không độc colubrid được tìm thấy ở miền trung dãy Trường Sơn Việt Nam. Chỉ một mẫu đã được kiểm tra và chụp hình. Năm 2006, Thomas Ziegler và Lê Khắc Quyết đã bắt được một con đực ở khu vực vườn quốc gia Phong Nha-Kẻ Bàng, con rắn này có màu sắc phân biệt đủ để xác định là họ đã phát hiện ra một loài mới.